# 广湛公路
廣湛公路是一條由廣東廣州通向廣東湛江的一條公路，但起點實在佛山市南部瀾石镇起，中途經過順德樂從鎮、順德龍江鎮，南海九江镇，再進入五邑地區、陽江、茂名，終點为湛江。實際上就是國道G325的佛山至湛江段。 